# Honezovice
Honezovice (deutsch Honositz, tschechisch früher Honcovice oder Honosice) ist eine Gemeinde mit 229 Einwohnern in Tschechien. Sie liegt acht Kilometer westlich der Stadt Stod und gehört zum Okres Plzeň-jih. Die Katasterfläche beträgt 1802 ha.

## Geographie

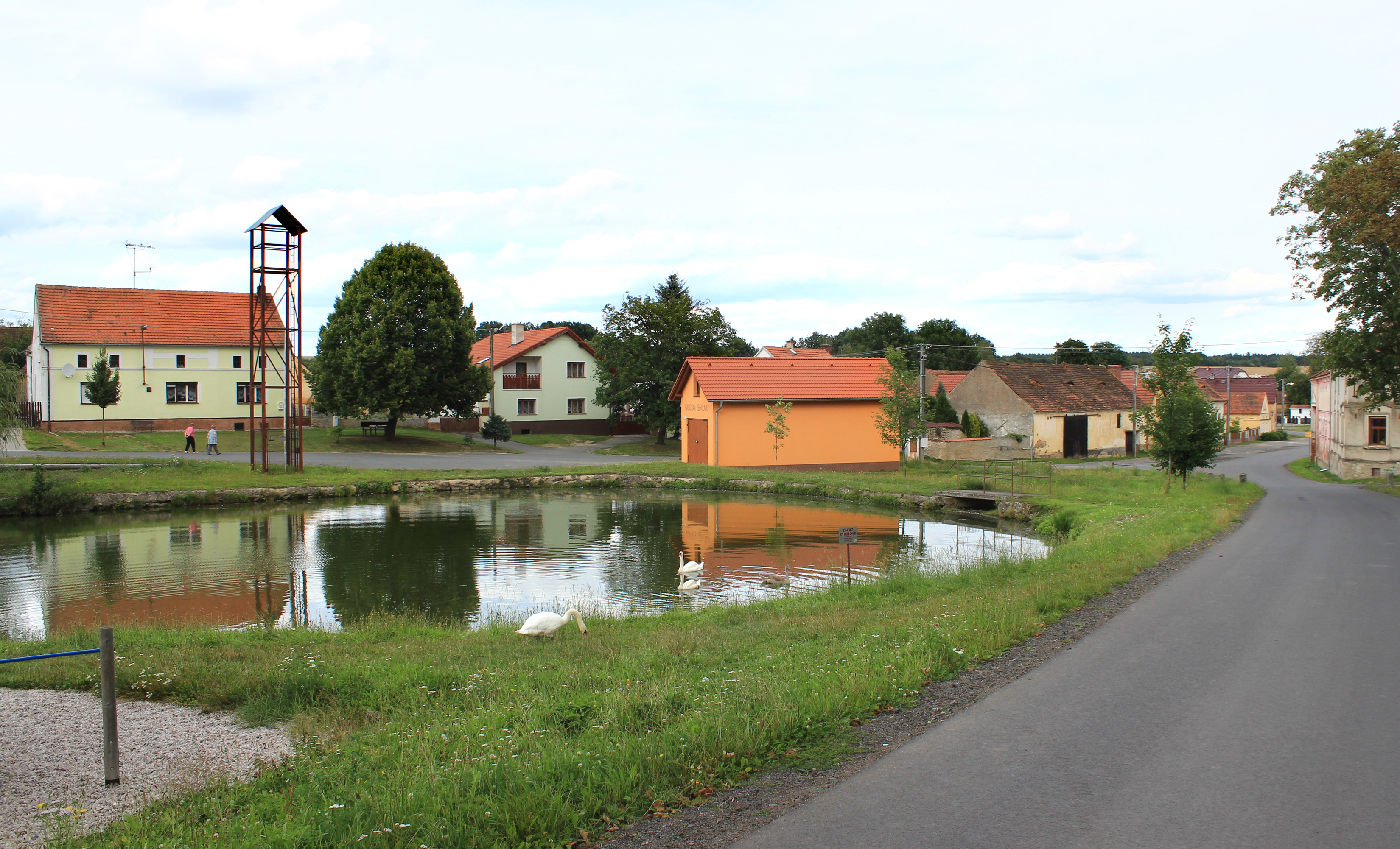
Der Dorfplatz

Das Dorf befindet sich am südwestlichen Rand des Pilsener Becken in 390 m ü. M. in der Talmulde des Nedražický potok. Südlich liegt das Tal des Flüsschens Hořína und die sich anschließenden bewaldeten Hügel der Hanovky.
Nachbarorte sind Mířovice im Nordosten, Lisov im Osten, Holýšov, Kvíčovice, Neuměř, Všekary und Boušov im Süden, Hradišťany im Westen sowie Nedražice im Nordwesten.

## Geschichte
Die erste urkundliche Erwähnung von Honezovice stammt aus einer gefälschten Urkunde des Klosters Kladrub vom Jahre 1115. Der Ort ist ein alter Adelssitz von dem Vladislav I. dem Kloster einem Teil überließ. Der andere Teil, zu dem die Feste und zwei Höfe gehörten, gelangte zu einem nicht näher bekannten Zeitpunkt an die Erzdiözese Horšovský Týn. Ab 1370 ist die Feste wieder als Adelssitz nachweisbar, und 1420 wurde sie von Sigismund an Oldřich Všerubec ze Slavic verpfändet, später haben sie die Wolfsteiner besessen. Einer der Höfe gelangte im 15. Jahrhundert an das Kloster Kladruby. Jan der Jüngere Popel von Lobkowitz löste das Dorf 1445 ein und schlug es seiner Herrschaft Horšovský Týn zu. Honezovice kam im 16. Jahrhundert zur Grundherrschaft Zetschowitz und wurde 1587 bei der Übernahme des Besitzes durch Wilhelm Popel von Lobkowitz im Urbar aufgeführt. Nach dem Dreißigjährigen Krieg wurde der verödete Ort durch Deutsche wieder besiedelt. Gepfarrt war das Dorf nach Hradec. In den 1930er Jahren nahm in Honesovice eine tschechische Minderheitenschule den Unterricht auf. Nach dem Ende des Zweiten Weltkrieges wurden die deutschen Bewohner vertrieben.

## Gemeindegliederung
Zur Gemeinde Honezovice gehört der Ortsteil Hradišťany (Radelstein).

## Sehenswürdigkeiten
- Barockkapelle der Hl. Barbara am Dorfplatz, 1715 erbaut. In der Kapelle befindet sich eine spätgotische Statue des Hl. Stefan
- Kapelle an der Straße nach Hradišťany, erbaut in der 2. Hälfte des 19. Jahrhunderts